# Carlo Capra (calciatore)
Carlo Capra (Mercenasco, 21 settembre 1889 – 19 agosto 1966) è stato un calciatore e allenatore di calcio italiano, di ruolo terzino destro.
Era noto anche come Capra II per distinguerlo dal fratello Giovanni Capra, che giocò anch'egli nel Torino.

## Carriera

### Club
Capra esordì in campionato con il Torino il 10 gennaio 1909 in Torino-Juventus (1-0), segnando anche l'unica rete dell'incontro. Rimase in maglia granata fino al 1920 prima di passare alla Pro Patria.

### Nazionale
Capra giocò la sua unica partita nella Nazionale maggiore il 31 gennaio 1915 nell'amichevole contro la Svizzera.

### Allenatore
La sua carriera di allenatore lo vede iniziare come giocatore-allenatore della Pro Patria nella stagione 1920-21. Poi alla guida dell'Hellas Verona nel campionato di serie B 1935-1936 , dove conduce la squadra a un onorevole quinto posto, senza mai però concrete speranza di promozione. Nella stagione 1936-1937 ottiene invece un nono posto in classifica alla guida del Varese, squadra di Serie C.

## Statistiche

### Presenze e reti nei club
| Stagione          | Squadra           | Campionato        | Campionato | Campionato | Totale   | Totale |
| Stagione          | Squadra           | Campionato        | Presenze   | Reti       | Presenze | Reti   |
| ----------------- | ----------------- | ----------------- | ---------- | ---------- | -------- | ------ |
| 1909              | Torino            | PC                | 5          | 2          | 5        | 2      |
| 1909-1910         | Torino            | PC                | 13         | 1          | 13       | 1      |
| 1910-1911         | Torino            | PC                | 15         | 5          | 15       | 5      |
| 1911-1912         | Torino            | PC                | 3          | 0          | 3        | 0      |
| 1912-1913         | Torino            | PC                | 9          | 0          | 9        | 0      |
| 1913-1914         | Torino            | PC                | 12         | 1          | 12       | 1      |
| 1914-1915         | Torino            | PC                | 19         | 0          | 19       | 0      |
| 1915-1916*        | Torino            | -                 | -          | -          | -        | -      |
| 1916-1917*        | Torino            | -                 | -          | -          | -        | -      |
| 1917-1918*        | Torino            | -                 | -          | -          | -        | -      |
| 1918-1919*        | Torino            | -                 | -          | -          | -        | -      |
| 1919-1920         | Torino            | PC                | 12         | 0          | 12       | 0      |
| Totale Torino     | Totale Torino     | Totale Torino     | 88         | 9          | 88       | 9      |
| 1920-1921         | Pro Patria        | PC                | 6          | 0          | 6        | 0      |
| Totale Pro Patria | Totale Pro Patria | Totale Pro Patria | 6          | 0          | 6        | 0      |
| Totale carriera   | Totale carriera   | Totale carriera   | 94         | 9          | 94       | 9      |

- *Stagioni non disputate per cause belliche.

### Cronologia presenze e reti in Nazionale
| Cronologia completa delle presenze e delle reti in nazionale ― Italia | Cronologia completa delle presenze e delle reti in nazionale ― Italia | Cronologia completa delle presenze e delle reti in nazionale ― Italia | Cronologia completa delle presenze e delle reti in nazionale ― Italia | Cronologia completa delle presenze e delle reti in nazionale ― Italia | Cronologia completa delle presenze e delle reti in nazionale ― Italia | Cronologia completa delle presenze e delle reti in nazionale ― Italia | Cronologia completa delle presenze e delle reti in nazionale ― Italia |
| Data                                                                  | Città                                                                 | In casa                                                               | Risultato                                                             | Ospiti                                                                | Competizione                                                          | Reti                                                                  | Note                                                                  |
| --------------------------------------------------------------------- | --------------------------------------------------------------------- | --------------------------------------------------------------------- | --------------------------------------------------------------------- | --------------------------------------------------------------------- | --------------------------------------------------------------------- | --------------------------------------------------------------------- | --------------------------------------------------------------------- |
| 31/01/1915                                                            | Berlino                                                               | Italia                                                                | 3 – 1                                                                 | Svizzera                                                              | Amichevole                                                            | -                                                                     |                                                                       |
| Totale                                                                |                                                                       | Presenze                                                              | 1                                                                     |                                                                       | Reti                                                                  | 0                                                                     |                                                                       |